# Scales Mound (Illinois)
Pour les articles homonymes, voir Menominee.
Scales Mound est un village du comté de Jo Daviess, en Illinois, aux États-Unis. Il est incorporé le 27 juin 1877,. Lors du recensement de 2010, la ville comptait une population de 376 habitants. Le village est fondé en 1853 par    Josiah Conlee et B.B. Provost.

## Source de la traduction
- (en) Cet article est partiellement ou en totalité issu de l’article de Wikipédia en anglais intitulé « Scales Mound, Illinois » (voir la liste des auteurs).